# Marijan Kristan
Marijan Kristan, slovenski hokejist, * 16. julij 1937, Jesenice, † 12. november 2006, Ljubljana.
Kristan je bil dolgoletni član kluba HK Acroni Jesenice, s katero je devetkrat postal državni prvak Jugoslavije. Za jugoslovansko reprezentanco je nastopil na Olimpijskih igrah 1964 v Innsbrucku. 